# Кам'янська сільська рада (Глибоцький район)
Ка́м'янська сільська́ ра́да — адміністративно-територіальна одиниця та орган місцевого самоврядування у Глибоцькому районі Чернівецької області. Адміністративний центр — село Кам'янка.

## Загальні відомості
- Населення ради: 6 284 особи (станом на 2001 рік)

## Населені пункти
Сільській раді були підпорядковані населені пункти:
- с. Кам'янка

## Склад ради
Рада складалася з 30 депутатів та голови.
- Голова ради:
- Секретар ради: Пукай Феліція Василівна

### Керівний склад попередніх скликань
| Прізвище, ім'я, по батькові | Основні відомості                                    | Дата обрання | Дата звільнення |
| --------------------------- | ---------------------------------------------------- | ------------ | --------------- |
| Шмідт Дмитро Іванович       | Сільський голова, 1951 року народження, позапартійна | 26.03.2006   | 31.10.2010      |

Примітка: таблиця складена за даними сайту Верховної Ради України

### Депутати
За результатами місцевих виборів 2010 року депутатами ради стали:

#### За суб'єктами висування
| Суб'єкт висування | Кількість обраних депутатів | %   |
| ----------------- | --------------------------- | --- |
| Самовисування     | 30                          | 100 |

#### За округами
| № округу | Прізвище, ім'я, по батькові      | Дата визнання обраним | Освіта             | Партійна приналежність | Відомості про обраного депутата                                        |
| -------- | -------------------------------- | --------------------- | ------------------ | ---------------------- | ---------------------------------------------------------------------- |
| 1        | Марчук Надія Дмитрівна           | 04.11.2010            | вища               | позапартійна           | тимчасово не працює                                                    |
| 2        | Молофій Георгій Васильович       | 04.11.2010            | середня спеціальна | позапартійний          | тимчасово не працює                                                    |
| 3        | Михайлюк Ілля Васильович         | 04.11.2010            | середня спеціальна | позапартійний          | Т0В «ДеГВІ-ЛТД», робочий                                               |
| 4        | Грижук Валентина Іванівна        | 04.11.2010            | вища               | позапартійна           | Кам'янський ДНЗ № 1, завідувач                                         |
| 5        | Воробець Валентина Костянтинівна | 04.11.2010            | середня спеціальна | позапартійна           | Кам'янська сільська рада, рахівник-касир                               |
| 6        | Пукай Феліція Василівна          | 04.11.2010            | середня спеціальна | позапартійна           | Кам'янська сільська рада, секретар                                     |
| 7        | Лазурко Михайло Георгійович      | 04.11.2010            | середня спеціальна | позапартійний          | тимчасово не працює                                                    |
| 8        | Божескул Любомир Іванович        | 04.11.2010            | вища               | позапартійний          | ТОВ «Вема», оператор                                                   |
| 9        | Костенюк Домка Танасіївна        | 04.11.2010            | середня спеціальна | позапартійна           | ПП «Купа-Бюльд», директор                                              |
| 10       | Воротняк Ніна Альбінівна         | 04.11.2010            | вища               | позапартійна           | Кам'янська сільська рада, головний бухгалтер                           |
| 11       | Кінащук Андрій Іванович          | 04.11.2010            | вища               | позапартійний          | МПП «Геосвіт», інженер                                                 |
| 12       | Панцир Наталія Денисівна         | 04.11.2010            | середня спеціальна | позапартійна           | Кам'янський ДНЗ № 1, вихователь                                        |
| 13       | Лазоренко Олена Миколаївна       | 04.11.2010            | середня спеціальна | позапартійна           | приватний підприємець                                                  |
| 14       | Карлійчук Георгій Танасійович    | 04.11.2010            | середня спеціальна | позапартійний          | пенсіонер                                                              |
| 15       | Карлійчук Юрій Миколайович       | 04.11.2010            | середня            | позапартійний          | приватний підприємець                                                  |
| 16       | Баланюк Інна Анатоліївна         | 04.11.2010            | вища               | позапартійна           | Глибоцька райдержадміністрація, начальник відділу внутрішньої політики |
| 17       | Федорюк Степан Денисович         | 04.11.2010            | середня            | позапартійний          | пенсіонер                                                              |
| 18       | Семко Лівія Лазарівна            | 04.11.2010            | середня спеціальна | позапартійна           | Кам'янська сільська рада, спеціаліст І категорії                       |
| 19       | Карлійчук Юрій Драгушович        | 04.11.2010            | середня            | позапартійний          | приватний підприємець                                                  |
| 20       | Карлійчук Віра Іванівна          | 04.11.2010            | вища               | позапартійна           | Кам'янська загальноосвітня школа, вчитель                              |
| 21       | Микитюк Андрій Тодорович         | 04.11.2010            | середня спеціальна | позапартійний          | тимчасово не працює                                                    |
| 22       | Унгурян Георгій Іванович         | 04.11.2010            | середня            | позапартійний          | приватний підприємець                                                  |
| 23       | Лазурко Ігор Георгійович         | 04.11.2010            | середня            | позапартійний          | пенсіонер                                                              |
| 24       | Сакалюк Ігор Дмитрович           | 04.11.2010            | вища               | позапартійний          | тимчасово не працює                                                    |
| 25       | Величко Юрій Васильович          | 04.11.2010            | середня            | позапартійний          | ДНЗ, музичний керівник                                                 |
| 26       | Ротарь Дмитро Степанович         | 04.11.2010            | середня спеціальна | позапартійний          | ПП «Камтранс», робітник                                                |
| 27       | Балан Ріта Степанівна            | 04.11.2010            | середня спеціальна | позапартійна           | Кам'янська сільська рада, спеціаліст                                   |
| 28       | Бурла Ілля Степанович            | 04.11.2010            | середня спеціальна | позапартійний          | Глибоцька ЦРКЛ, лаборант                                               |
| 29       | Стрілак Танасій Дмитрович        | 04.11.2010            | середня спеціальна | позапартійний          | тимчасово не працює                                                    |
| 30       | Лукинюк Валентин Іванович        | 04.11.2010            | середня спеціальна | позапартійний          | пенсіонер                                                              |